# 伯明翰紐曼大學
伯明翰紐曼大學（英語：Birmingham Newman University）是一所位於英國伯明翰的公立天主教大學，大學的歷史可追溯到1968年的紐曼高等教育學院，2007年9月獲得辦法學位的許可併成為紐曼大學學院，2013年獲大學地位，2023年改現名。大學之名是爲了紀念19世紀宗教人物約翰·亨利·紐曼。

## 外部連結
- 官方网站

52°26′01″N 1°59′38″W / 52.4336°N 1.9938°W